# Llista de missions diplomàtiques a Guinea Bissau

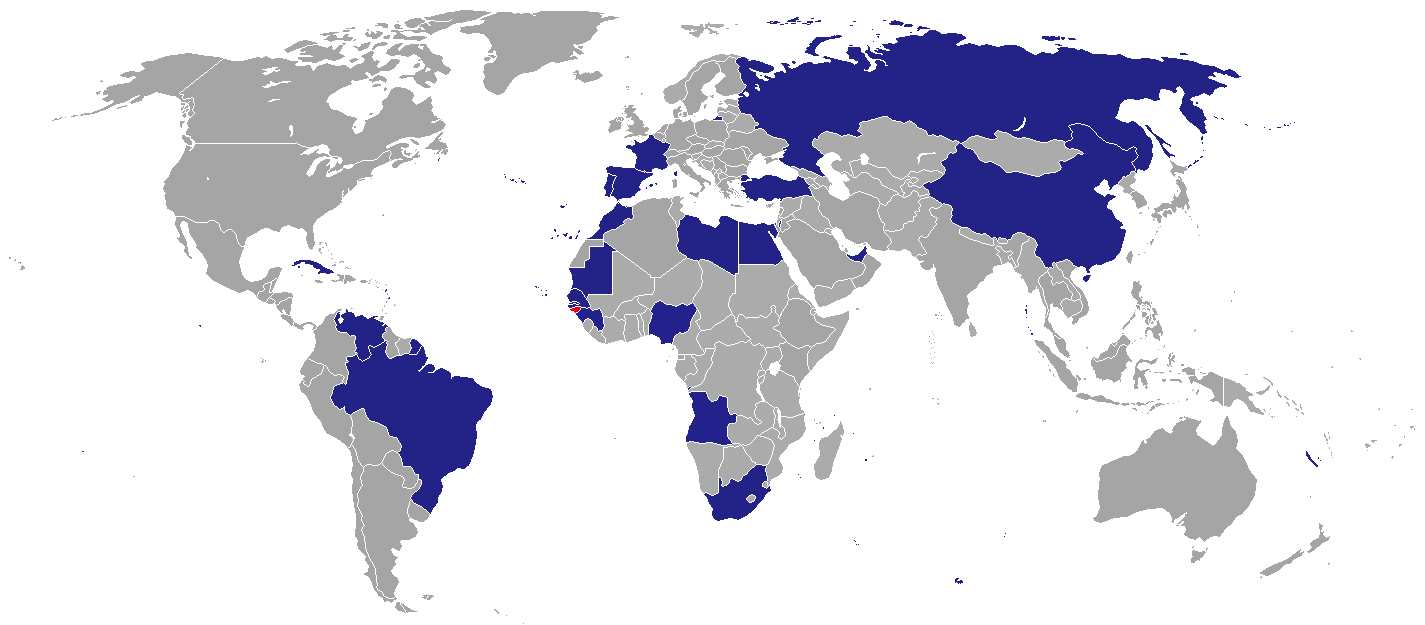
Mapa de missions diplomàtiques a Guinea Bissau

Aquesta és una llista de missions diplomàtiques a Guinea Bissau. Actualment la capital de Bissau compta amb 15 ambaixades. En la mesura que el Govern de Guinea Bissau no manté una pàgina web oficial, ni una versió electrònica de la seva llista diplomàtica, la major part de la informació en aquesta pàgina ha estat obtinguda de les webs dels respectius ministeris d'Afers Exteriors dels països i, per tant, ha de ser considerada incompleta tot esperant la disponibilitat d'una llista oficial.

## Ambaixades
- Angola[1]
- Brasil
- R.P. de la Xina
- Cuba
- França
- Gàmbia
- Guinea
- Líbia
- Nigèria
- Palestina
- Portugal
- Rússia
- Senegal
- Sud-àfrica
- Espanya

## Missions
- Unió Europea (Delegació)

## Consolats Generals
- Cap Verd[2]

## Oficines d'enllaç
- Estats Units[Note 1]

## Ambaixades no residents
Resident a Dakar llevat que s'indiqui el contrari
- Argentina (Abuja)[3]
- Austràlia (Lisboa)[4]
- Àustria[5]
- Bèlgica[6]
- Camerun (Dakar)[7]
- Canadà[8]
- Croàcia (Lisboa)[9]
- Txèquia (Accra)
- Dinamarca (Lisboa)[10]
- Finlàndia (Abuja)
- Alemanya[11]
- Grècia (Rabat)[12]
- Indonèsia
- Irlanda (Nova York)[13]
- Israel[14]
- Itàlia[15]
- Japó
- Mali[16]
- Mauritània
- Mèxic (New York City)
- Països Baixos[17]
- Noruega (Lisbon)[18]
- Polònia (Rabat)[19]
- Romania[20]
- Sèrbia (Alger)[21]
- Sierra Leone (Conakry)
- Eslovàquia (Abuja)[22]
- Suècia (Lisboa)[23]
- Suïssa[24]
- Tanzania (Abuja)[25]
- Turquia[26]
- Regne Unit[27]
- Estats Units
- Vietnam (Luanda)